# AO Kerkyra
Athlitikos Omilos Kerkyra ist ein griechischer Fußballverein aus Kerkyra, der in der zweiten griechischen Liga, der Football League, spielt.

## Geschichte
Die in den 1920er Jahren auf Korfu gegründeten Vereine Helespontos (gegründet 1923), Aris Kerkyras (1924) und Asteras Kerkyras (1926) dominierten die Fußballmeisterschaft der Insel, konnten jedoch keine größeren Erfolge auf gesamtgriechischem Gebiet feiern. Daher beschlossen die Verantwortlichen in den 1960er Jahren, sich zusammenzutun und einen großen Verein auf der Insel zu etablieren. Daher wurde 1967 der Verein als Zusammenschluss gegründet.
Zunächst spielte der Verein nur in unterklassigen Ligen, aber seit der Klub 1999 von Spyros Kalogiannis übernommen wurde, gab es einen rasanten Aufstieg, indem man innerhalb von vier Jahren drei Mal aufstieg. 2004 gelang dann erstmals der Aufstieg in die Alpha Ethniki, allerdings folgte der sofortige Wiederabstieg. Zwar gelang 2006 der Wiederaufstieg ins griechische Oberhaus, nach dem Ende der Saison stieg Kerkyra jedoch wieder in die zweite griechische Liga ab. Zwischen 2010 und 2013 spielte AO Kerkyra drei Jahre in der obersten griechischen Liga, doch wurde im Anschluss wieder zur Fahrstuhlmannschaft.
In der Saison 2014/15 wurde der Verein wegen Transferverstößen zum Zwangsabsteiger deklariert, konnte aber den direkten Wiederaufstieg schaffen und gehört seit der Saison 2016/17 wieder zum griechischen Oberhaus. Nach dem Abstieg 2018 spielt der Verein in der Saison 2018/19 wieder in der zweiten Liga.